# 강원특별자치도의 유형문화재 (제1호 ~ 제100호)
강원특별자치도의 유형문화재는 지방유형문화재 중에서 강원특별자치도 내에 있는 문화재를 의미한다.

## 지정목록

### 제1호 ~ 제100호
| 번호  | 사진 | 명칭                                                    | 소재지                                          | 관리자 (단체)            | 지정일                                                                                         | 참조 |
| 1호   |      | 위봉문 (威鳳門)                                         | 강원 춘천시 중앙로1가 강원도청 내               | 춘천시                   | 1971년 12월 16일 지정                                                                          |      |
| 2호   |      | 조양루 (朝陽樓)                                         | 강원 춘천시 중앙로 1가 강원도청 내              | 춘천시                   | 1971년 12월 16일 지정                                                                          |      |
| 3호   |      | 포정루및선화당 (布政樓및宣化堂)                         | 강원 원주시 일산동 54-1                         | 원주시                   | 1971년 12월 16일 지정                                                                          |      |
| 4호   |      | 일산동석불좌상 (一山洞石佛坐像)                         | 강원 원주시 봉산동 836-1 원주시립박물관         | 원주시                   | 1971년 12월 16일 지정                                                                          |      |
| 5호   |      | 일산동오층석탑 (一山洞五層石塔)                         | 강원 원주시 봉산동 836-1 원주시립박물관         | 원주시                   | 1971년 12월 16일 지정                                                                          |      |
| 6호   |      | 강릉 경포대 (江陵 鏡浦臺)                               | 강원 강릉시 저동                                | 강릉시                   | 1971년 12월 16일 지정, 2019년 12월 30일 해제, 보물 제2046호로 승격                             |      |
| 7호   |      | 칠사당 (七事堂)                                         | 강원 강릉시 명주동 38-1                         | 강릉시                   | 1971년 12월 16일 지정                                                                          |      |
| 8호   |      | 향현사 (鄕賢祠)                                         | 강원 강릉시 교동 238-3                          | 향현사문중               | 1971년 12월 16일 지정                                                                          |      |
| 9호   |      | 이씨분재기 (李氏分財記)                                 | 강원 강릉시 죽헌동 177-4 강릉시오죽헌시립박물관 | 강릉시                   | 1971년 12월 16일 지정                                                                          |      |
| 10호  |      | 율곡유품(벼루,토지양여서) (栗谷遺品(벼루,土地讓與書))   | 강원 강릉시 죽헌동 177-4 강릉시오죽헌시립박물관 | 강릉시                   | 1971년 12월 16일 지정                                                                          |      |
| 11호  |      | 신사임당초충도병 (申師任堂草蟲圖屛)                     | 강원 강릉시 죽헌동 201                          | 강릉시                   | 1971년 12월 16일 지정                                                                          |      |
| 12호  |      | 매창매화도및옥산국화도첩 (梅窓梅花圖및玉山菊花圖帖)     | 강원 강릉시 죽헌동 201                          | 강릉시                   | 1971년 12월 16일 지정                                                                          |      |
| 13호  |      | 옥산서병 (玉山書屛)                                     | 강원 강릉시 죽헌동 201                          | 강릉시                   | 1971년 12월 16일 지정                                                                          |      |
| 14호  |      | 신흥사 극락보전 (神興寺 極樂寶殿)                       | 강원 속초시 설악산로 1137(설악동 170)           | 신흥사                   | 1971년 12월 16일 지정, 2018년 7월 27일 해제, 보물 제1981호로 승격                              |      |
| 15호  |      | 신흥사경판 (神興寺經板)                                 | 강원 속초시 설악동 170                          | 신흥사                   | 1971년 12월 16일 지정, 2019년 3월 6일 해제, 보물 제2014호로 승격                               |      |
| 16호  |      | 서상리삼층석탑 (西上里三層石塔)                         | 강원 춘천시 서면 서상리 247                     | 춘천시                   | 1971년 12월 16일 지정                                                                          |      |
| 17호  |      | 수타사대적광전 (壽陀寺大寂光殿)                         | 강원 홍천군 동면 덕치리 9                       | 수타사                   | 1971년 12월 16일 지정                                                                          |      |
| 18호  |      | 수타사월인석보 (壽陀寺月印釋譜)                         | 강원 평창군 진부면 동산리 68-1 월정사박물관     | 월정사박물관             | 1971년 12월 16일 지정, 1983년 5월 7일 해제, 보물 제745-5호로 승격                              |      |
| 19호  |      | 중금리삼층석탑 (中金里三層石塔)                         | 강원 횡성군 갑천면 구방리 512                   | 횡성군                   | 1971년 12월 16일 지정                                                                          |      |
| 20호  |      | 상동리석불좌상 (上洞里石佛坐像)                         | 강원 횡성군 공근면 상동리 495-3                 | 횡성군                   | 1971년 12월 16일 지정                                                                          |      |
| 21호  |      | 상동리삼층석탑 (上洞里三層石塔)                         | 강원 횡성군 공근면 상동리 495-3                 | 횡성군                   | 1971년 12월 16일 지정                                                                          |      |
| 22호  |      | 읍하리석불좌상 (邑下里石佛坐像)                         | 강원 횡성군 횡성읍 읍하리 58-7                  | 횡성군                   | 1971년 12월 16일 지정                                                                          |      |
| 23호  |      | 읍하리삼층석탑 (邑下里三層石塔)                         | 강원 횡성군 횡성읍 읍하리 58-1                  | 횡성군                   | 1971년 12월 16일 지정                                                                          |      |
| 24호  |      | 구룡사대웅전 (龜龍寺大雄殿)                             | 강원 원주시 소초면 학곡리 1029                  | 구룡사                   | 1971년 12월 16일 지정, 2004년 1월 17일 해제, 화재로 전소                                       |      |
| 25호  |      | 상원사지석탑및광배 (上院寺址石塔및光背)                 | 강원 원주시 신림면 성남리 1060                  | 상원사                   | 1971년 12월 16일 지정                                                                          |      |
| 26호  |      | 자규루및관풍헌 (子規樓및觀風軒)                         | 강원 영월군 영월읍 영흥리 984-3및 984-1         | 영월군                   | 1971년 12월 16일 지정                                                                          |      |
| 27호  |      | 창절사 (彰節祠)                                         | 강원 영월군 영월읍 영흥리 1063-1                | 창절서원                 | 1971년 12월 16일 지정                                                                          |      |
| 28호  |      | 월정사 적멸보궁 (月精寺 寂滅寶宮)                       | 강원 평창군 진부면 오대산로 1211-92(동산리 산1) | 월정사                   | 1971년 12월 16일 지정, 2018년 7월 27일 해제, 보물 제1995호로 승격                              |      |
| 29호  |      | 탑동삼층석탑 (塔洞三層石塔)                             | 강원 평창군 진부면 탑동리 204                   | 평창군                   | 1971년 12월 16일 지정                                                                          |      |
| 30호  |      | 위라리칠층석탑 (位羅里七層石塔)                         | 강원 화천군 하남면 위라리 397                   | 화천군                   | 1971년 12월 16일 지정                                                                          |      |
| 31호  |      | 봉정암석가사리탑 (鳳頂庵石迦舍利塔)                     | 강원 인제군 북면 용대리 산76                    | 백담사                   | 1971년 12월 16일 지정, 2014년7월 3일 해제, 보물 1832호로 승격                                  |      |
| 32호  |      | 청간정 (淸澗亭)                                         | 강원 고성군 토성면 청간리 89-2                  | 고성군                   | 1971년 12월 16일 지정                                                                          |      |
| 33호  |      | 낙산사홍예문 (洛山寺虹霓門)                             | 강원 양양군 강현면 전진리 산5-2                 | 낙산사                   | 1971년 12월 16일 지정                                                                          |      |
| 34호  |      | 낙산사담장 (洛山僿垣墻)                                 | 강원 양양군 강현면 전진리 55                    | 낙산사                   | 1971년 12월 16일 지정                                                                          |      |
| 35호  |      | 낙산사 (洛山寺)                                         | 강원 양양군 강현면 전진리 55                    | 낙산사                   | 1971년 12월 16일 지정, 2009년 2월 20일 해제, 사적 제495호로 승격                               |      |
| 36호  |      | 방내리삼층석탑 (坊內里三層石塔)                         | 강원 강릉시 연곡면 방내리 305-1                 | 강릉시                   | 1971년 12월 16일 지정                                                                          |      |
| 37호  |      | 등명사지오층석탑 (燈明寺址五層石塔)                     | 강원 강릉시 강동면 정동진리 산7-3               | 강릉시                   | 1971년 12월 16일 지정                                                                          |      |
| 38호  |      | 삼척척주동해비및평수토찬비 (三陟陟州東海碑및平水土讚碑) | 강원 삼척시 정상동 82-1                         | 삼척시                   | 1971년 12월 16일 지정                                                                          |      |
| 39호  |      | 계련당 (桂蓮堂)                                         | 강원 강릉시 교동 238                            | 모선계원                 | 1973년 7월 31일 지정                                                                           |      |
| 40호  |      | 청풍당 (淸風堂)                                         | 강원 강릉시 죽헌동                              | 강릉시                   | 1973년 7월 31일 지정, 1977년 6월 20일 해제, 오죽헌(보물 제165호) 정화구역 지정방침에 따라 철거 |      |
| 41호  |      | 신사임당초서병풍 (申師任堂草書屛風)                     | 강원 강릉시 죽헌동 201                          | 강릉시                   | 1973년 7월 31일 지정                                                                           |      |
| 42호  |      | 용운사지석조비로자나불좌상 (龍雲寺址石造毘盧舍那佛坐像) | 강원 원주시 호저면 용곡리 402-1                 | 원주시                   | 1973년 7월 31일 지정                                                                           |      |
| 43호  |      | 용운사지삼층석탑 (龍雲寺址三層石塔)                     | 강원 원주시 호저면 용곡리 402-1                 | 원주시                   | 1973년 7월 31일 지정                                                                           |      |
| 44호  |      | 송담서원 (松潭書院)                                     | 강원 강릉시 강동면 언별리                       | 강릉유도회               | 1973년 7월 31일 지정                                                                           |      |
| 45호  |      | 오봉서원 (五峰書院)                                     | 강원 강릉시 성산면 오봉리 58-6                  | 강릉유도회               | 1973년 7월 31일 지정                                                                           |      |
| 46호  |      | 임경당 (臨鏡堂)                                         | 강원 강릉시 성산면 금산리 445                   | 김영래                   | 1974년 9월 9일 지정                                                                            |      |
| 47호  |      | 오성정 (五星亭)                                         | 강원 강릉시 노암동 740-4                        | 강릉시                   | 1974년 9월 9일 지정                                                                            |      |
| 48호  |      | 의상대 (義湘臺)                                         | 강원 양양군 강현면 전진리 산5-2                 | 낙산사                   | 1974년 9월 9일 지정                                                                            |      |
| 49호  |      | 봉산동당간지주 (鳳山洞幢竿支株)                         | 강원 원주시 봉산동 1146-1                       | 원주시                   | 1976년 6월 17일 지정                                                                           |      |
| 50호  |      | 강릉방해정 (江陵放海亭)                                 | 강원 강릉시 저동 8                              | 박연수                   | 1976년 6월 17일 지정                                                                           |      |
| 51호  |      | 청평사유적 (淸平寺遺蹟)                                 | 강원 춘천시 신북읍 청평리 산669 외              |                          | 1976년 6월 17일 지정, 1985년 1월 17일 해제, 강원도 기념물 제55호로 재지정                      |      |
| 52호  |      | 상원사목조보살좌상 (上院寺木造菩薩坐像)                 | 강원 평창군 진부면 동산리 산1                   | 상원사                   | 1976년 6월 17일 지정, 2014년 2월 14일 해제, 보물 제1811호로 승격                               |      |
| 53호  |      | 월정사육수관음상 (月精寺六手觀音像)                     | 강원 평창군 진부면 동산리 63                    | 월정사                   | 1976년 6월 17일 지정                                                                           |      |
| 54호  |      | 팔만대장경 (八萬大藏經)                                 | 강원 평창군 진부면 동산리 63                    | 월정사                   | 1976년 6월 17일 지정                                                                           |      |
| 55호  |      | 상임경당 (上臨鏡堂)                                     | 강원 강릉시 성산면 금산리 620                   | 김성래                   | 1976년 6월 17일 지정                                                                           |      |
| 56호  |      | 영모전 (永慕殿)                                         | 강원 영월군 영월읍 영흥리 1028                  | 영월군                   | 1977년 11월 28일 지정                                                                          |      |
| 57호  |      | 화부산사 (花浮山祠)                                     | 강원 강릉시 교동 725-2                          | 김해김씨흥무왕양강종중   | 1977년 11월 28일 지정                                                                          |      |
| 58호  |      | 황산사 (篁山祠)                                         | 강원 강릉시 운정동 440-2                        | 강릉최씨휘달필대종중     | 1977년 11월 28일 지정                                                                          |      |
| 59호  |      | 경양사 (鏡陽祠)                                         | 강원 강릉시 저동 293                            | 강릉박씨경포문중         | 1977년 11월 28일 지정                                                                          |      |
| 60호  |      | 횡성신대리삼층석탑 (橫城新垈里三層石塔)                 | 강원 횡성군 청일면 신대리 233                   | 봉복사                   | 1979년 5월 30일 지정                                                                           |      |
| 61호  |      | 삼척교수당 (三陟敎授堂)                                 | 강원 삼척시 근덕면 하맹방리 531                 | 남양홍씨종중             | 1979년 5월 30일 지정                                                                           |      |
| 62호  |      | 강릉호해정 (江陵湖海亭)                                 | 강원 강릉시 저동 433                            | 강릉김씨태의공휘몽호종중 | 1979년 5월 30일 지정                                                                           |      |
| 63호  |      | 북평해암정 (北坪海岩亭)                                 | 강원 동해시 추암동474-5                         | 삼척심씨종중             | 1979년 5월 30일 지정                                                                           |      |
| 64호  |      | 양양명주사동종 (襄陽明珠寺銅鐘)                         | 강원 양양군 현북면 어성전리                     | 명주사                   | 1980년 2월 26일 지정                                                                           |      |
| 65호  |      | 육절려 (六節閭)                                         | 강원 횡성군 공근면 매곡리 산11                  | 서봉구                   | 1981년 8월 5일 지정                                                                            |      |
| 66호  |      | 원주태장동왕녀복란태실비 (原州台庄洞王女福蘭胎室碑)     | 강원 원주시 태장동 1266-11                      | 원주시                   | 1982년 11월 3일 지정                                                                           |      |
| 67호  |      | 원주봉산동석조보살입상 (原州鳳山洞石造菩薩立像)         | 강원 원주시 봉산동 산6-1                        | 원주시                   | 1982년 11월 3일 지정                                                                           |      |
| 68호  |      | 원주봉산동석불좌상 (原州鳳山洞石佛坐像)                 | 강원 원주시 봉산동 836-1 원주시립박물관         | 원주시                   | 1982년 11월 3일 지정                                                                           |      |
| 69호  |      | 횡성풍수원천주교회 (橫城豊水院天主敎會)                 | 강원 횡성군 서원면 유현리 1097                  | 천주교재단               | 1982년 11월 3일 지정                                                                           |      |
| 70호  |      | 원주비두리귀부및이수 (原州碑頭里龜趺및螭首)             | 강원 원주시 문막읍 비두리 산31                  | 원주시                   | 1982년 11월 3일 지정                                                                           |      |
| 71호  |      | 거돈사지삼층석탑 (居頓寺址三層石塔)                     | 강원 원주시 부론면 정산리 188                   | 원주시                   | 1982년 11월 3일 지정, 1983년 12월 27일 해제, 보물 제750호로 승격                               |      |
| 72호  |      | 영월징효국사부도 (寧越澄曉國師浮屠)                     | 강원 영월군 수주면 법흥리 산5-3                 | 법흥사                   | 1982년 11월 3일 지정                                                                           |      |
| 73호  |      | 영월법흥사부도 (寧越法興寺浮屠)                         | 강원 영월군 수주면 법흥리 산422-4               | 법흥사                   | 1982년 11월 3일 지정                                                                           |      |
| 74호  |      | 영월무릉리마애여래좌상 (寧越武陵里磨崖如來坐像)         | 강원 영월군 수주면 무릉리 산139                 | 영월군                   | 1982년 11월 3일 지정                                                                           |      |
| 75호  |      | 양양낙산사사리탑 (襄陽洛山寺舍利塔)                     | 강원 양양군 강현면 전진리 5-2                   | 낙산사                   | 1982년 11월 3일 지정, 2011년 12월 16일 해제, 보물 제1723호로 승격                              |      |
| 76호  |      | 삼척영은사대웅보전 (三陟靈隱寺大雄寶殿)                 | 강원 삼척시 근덕면 궁촌리 924                   | 영은사                   | 1982년 11월 3일 지정                                                                           |      |
| 77호  |      | 삼척영은사팔상전 (三陟靈隱寺八相殿)                     | 강원 삼척시 근덕면 궁촌리 924                   | 영은사                   | 1982년 11월 3일 지정                                                                           |      |
| 78호  |      | 용산서원 학규현판 (龍山書院 學規懸板)                   | 강원 동해시 쇄운동 202-1                        | 용산서원                 | 1982년 11월 3일 지정                                                                           |      |
| 79호  |      | 강릉 심상진 가옥 (江陵 沈相振 家屋)                     | 강원 강릉시 운정동 256                          | 심동섭                   | 1985년 1월 17일 지정                                                                           |      |
| 80호  |      | 강릉 오규환 가옥 (江陵 吳奎煥 家屋)                     | 강원 강릉시 임당동 29                           | 오혜숙                   | 1985년 1월 17일 지정                                                                           |      |
| 81호  |      | 강릉 추산 고택 (江陵 秋汕 古宅)                         | 강원 강릉시 박월동 526                          | 최두희                   | 1985년 1월 17일 지정                                                                           |      |
| 82호  |      | 동해 심상열 가옥 (東海 沈相烈 家屋)                     | 강원 동해시 이원동 687                          | 진순자                   | 1985년 1월 17일 지정                                                                           |      |
| 83호  |      | 동해 김진사 고택 (東海 金進士 古宅)                     | 강원 동해시 지가동 138                          | 김두수                   | 1985년 1월 17일 지정, 2018년 8월 10일 명칭변경,                                                |      |
| 84호  |      | 동해김동선가옥 (東海金동선家屋)                         | 강원 동해시 북삼동 138                          | 김동선                   | 1985년 1월 17일 지정, 1991년 5월 2일 해제, 소유자 사망                                         |      |
| 85호  |      | 속초김종우가옥 (束草金宗友家屋)                         | 강원 속초시 도문동 1190                         | 김종우                   | 1985년 1월 17일 지정                                                                           |      |
| 86호  |      | 김두한가옥 (金斗漢家屋)                                 | 강원 원주시 문막읍 건등리 852-4                 | 김두한                   | 1985년 1월 17일 지정                                                                           |      |
| 87호  |      | 원주박종옥가옥 (原州朴鍾玉家屋)                         | 강원 원주시 흥업면 사제리 641                   | 박종옥                   | 1985년 1월 17일 지정, 1995년 12월 18일 해제, 해제사유 미상                                     |      |
| 88호  |      | 정선 이종후 가옥 (旌善 李種厚 家屋)                     | 강원 정선군 임계면 봉산리 216                   | 이위                     | 1985년 1월 17일 지정                                                                           |      |
| 89호  |      | 정선 고학규 가옥 (旌善 高學奎 家屋)                     | 강원 정선군 정선읍 봉양리                       | 고학규                   | 1985년 1월 17일 지정, 2017년 11월 17일 명칭 변경                                               |      |
| 90호  |      | 양양김택준가옥 (襄陽金澤俊家屋)                         | 강원 양양군 현남면 두리 66                      | 최순숙                   | 1985년 1월 17일 지정                                                                           |      |
| 91호  |      | 양양이두형가옥 (襄陽李斗炯家屋)                         | 강원 양양군 서면 서선리 46                      | 이재철                   | 1985년 1월 17일 지정                                                                           |      |
| 92호  |      | 명주김남명가옥 (溟州김남명家屋)                         | 강원 강릉시 강동면 하시동리 36                  | 김남영                   | 1985년 1월 17일 지정, 1987년 4월 1일 해제, 해제사유 미상                                       |      |
| 93호  |      | 강릉 정의윤 가옥 (江陵 鄭義鈗 家屋)                     | 강원 강릉시 구정면 학산리 795                   | 남진온                   | 1985년 1월 17일 지정                                                                           |      |
| 94호  |      | 삼척김진배가옥 (三陟金진배家屋)                         | 강원 삼척시 근덕면 방림리 294                   | 김진배                   | 1985년 1월 17일 지정, 1993년 12월 23일 해제, 소유자 이주로 관리 소홀                           |      |
| 95호  |      | 삼척 삼성헌 고택 (三陟 三省軒 家屋)                     | 강원 삼척시 원덕읍 옥원리 810                   | 김원극                   | 1985년 1월 17일 지정, 2017년 11월 17일 명칭 변경                                               |      |
| 96호  |      | 강릉조수환가옥 (江陵曺守煥家屋)                         | 강원 강릉시 유산동 511                          | 조규학                   | 1985년 1월 17일 지정                                                                           |      |
| 97호  |      | 명주김덕기가옥 (溟州金德起家屋)                         | 강원 강릉시 성산면 금산리 436                   | 김덕기                   | 1985년 1월 17일 지정, 1994년 4월 25일 해제, 해제사유 미상                                      |      |
| 98호  |      | 춘천향교 (春川鄕校)                                     | 강원 춘천시 삭주로 21 (교동)                    | 향교재단                 | 1985년 1월 17일 지정                                                                           |      |
| 99호  |      | 강릉향교 (江陵鄕校)                                     | 강원 강릉시 교동 233                            | 향교재단                 | 1985년 1월 17일 지정                                                                           |      |
| 100호 |      | 영월향교 (寧越鄕校)                                     | 강원 영월군 영월읍 영흥2리 892                  | 향교재단                 | 1985년 1월 17일 지정                                                                           |      |